# Нимайер, Петер
Петер Нимайер (нем. Peter Niemeyer; род. 22 ноября 1983, Хёрстель, Северный Рейн-Вестфалия, ФРГ) — немецкий футболист, выступавший на позиции опорного полузащитника и защитника. В настоящее время — футбольный тренер.

## Карьера
Родился и начинал заниматься футболом в Германии, в юношеских командах «Тойто Ризенбек» и «Боруссия Эмсдеттен», в 16 лет перешёл в молодёжную команду голландского клуба «Твенте». Первые годы своей взрослой карьеры также провёл за этот клуб, сыграв 106 матчей за 5 сезонов в голландской лиге. Дебютный матч в Эредивизии он сыграл в апреле 2003 года.
В январе 2007 года Нимайер вернулся в Германию, перейдя в бременский «Вердер» за сумму в 500 тыс. евро. Первый гол в Бундеслиге забил 29 сентября 2007 года в матче против «Арминии», матч закончился со счётом 8:1, Нимайер забил первый гол в матче. 20 мая 2009 года он стал участником финального матча Кубка УЕФА, в котором «Вердер» проиграл донецкому «Шахтёру», также в сезоне 2008/09 стал обладателем Кубка Германии, выйдя на замену на 59-й минуте финального матча против «Байера Леверкузен».
Закрепиться в основном составе «Вердера» Нимайер не сумел и летом 2010 года отправился в аренду в «Герту». Отыграв сезон во Второй Бундеслиге, «Герта» вернулась в Бундеслигу, а Нимайер на постоянной основе перешёл в стан берлинцев.
4 октября 2010 года во время матча Второй Бундеслиги c «Алеманией» Нимайер пытался похлопать по плечу женщину-арбитра Бибиану Штайнхаус, но случайно схватил её за грудь. Нимайер тут же принёс свои извинения, так как даже не смотрел в её сторону и сделал это случайно. Игра закончилась нулевой ничьей. В составе «Герты» Нимайер стал победителем Второй Бундеслиги 2010/11 и 2012/13, сыграл за клуб более 100 матчей в лиге.
3 августа 2015 года Нимайер перешёл в «Дармштадт 98», подписав контракт до 2018 года.

## Международная карьера
Петер Нимайер сыграл 6 матчей за молодёжную сборную Германии под руководством тренера Дитера Айльтса. В 2006 году он стал участником финального турнира молодёжного чемпионата Европы, проходившего в Португалии.

## Достижения
- Обладатель Кубка Германии: 2008/09
- Финалист Кубка УЕФА: 2008/09
- Победитель Второй Бундеслиги: 2012/13